# Bennington (Oklahoma)
Bennington – miasto w Stanach Zjednoczonych, w stanie Oklahoma, w hrabstwie Bryan.